# Катынский музей
Катынский музей (пол. Muzeum Katyńskie) — исторический музей в городе Варшава в Польше, экспозиции которого посвящены истории  массового убийства польских граждан на территории России, Украины и Белоруссии, спланированного руководством СССР и осуществленного сотрудниками НКВД СССР. Основан 29 июня 1993 года. Является филиалом музея Войска польского. Расположен на территории Варшавской цитадели. Возглавляет музей Славомир Фронтчак.

## История
Музей был открыт 29 июня 1993 года усилиям организаций, связанных с семьями жертв убитых в СССР польских граждан, а также по инициативе Музея Войска польского. В начале располагался в Черняковской крепости. Собрания включают предметы, принадлежавшие польским гражданам, которые были убиты сотрудниками НКВД СССР в Катыни, Медное, Харькове и Быковне, и извлеченные во время эксгумационных работ, а также фотографии, архивные документы, письма и другие предметы, полученные от семей репрессированных в СССР поляков.
В 2008 году музей был удостоен медали Дня памяти жертв Катынского расстрела. В марте 2009 года музей был закрыт решением комитета по надзору за строительством.
8 апреля 2010 года в конкурсе на проект нового корпуса для Катынского музея победил проект адаптации капонира первого (южного) бастиона Варшавской цитадели, предложенный командой студии «Maksa Sp. z o.o.». 17 сентября 2011 года в здании Музея Войска польского в Варшаве была открыта временная экспозиция «Память не должна быть уничтожена...», в которой были представлены коллекции Катынского музея и состоялся предварительный просмотр новой экспозиции музея в Варшавской цитадели.
В августе 2015 года на специальном постаменте на углу улиц Краевской и Вислострады, рядом с новым корпусом музея, была установлена Катынская колокольня. В сентябре 2015 года музей был снова открыт для посетителей на новом месте.

## Цели
Уставные цели Катынского музея включают: коллекционирование предметов, связанных с Катынским расстрелом и судьбой поляков в СССР, сбор архивных документов, фотографий, публикаций, документальных фильмов о Катынском расстреле, ведение учёта польских граждан, ставших жертвами политических репрессий в СССР, формирование научной библиотеки по этой теме, проведение природоохранных и выставочных мероприятий, распространение информации о Катынском расстреле через лекции в музее и СМИ.